# Кукольная любовь
Кукольная любовь — комедия о сексе и измене. Фильм снят в 2002, режиссёром и сценаристом Гарри Синклером. Это третий художественный фильм из Новой Зеландии сценариста и режиссера таких фильмов как: «Цена молока», «Обнажённые по пояс женщины говорят о своей жизни», и с продюсирован Джульетт Вебер.

## Сюжет
Любовь это игра для Бена, который лжет и обманывает свою подругу Эмили, с легкостью. Но когда он встречает сексуальную и непредсказуемую Хлою, но они меняются ролями в этой любовной игре. Бен окунается с головой в любовь, сраженный наповал Хлоей, и удивляется что нашел человека более аморального, чем он. Только, не всё будет таким облачным, как хочется Бену.
Слоган: Измены для начинающих.

## В ролях
| Актёр             | Роль    |
| ----------------- | ------- |
| Дин О'Горман      | Бен     |
| Кейт Эллиотт      | Хлоя    |
| Марисса Стотт     | Эмилия  |
| Майкл Лоуренс     | Франсуа |
| Женевьева Макклин | Нэнси   |
| Крис Диксеиль     | Майк    |
| Питер Фини        | Джим    |
| Квинтон Хита      | Мэт     |
| Мириама Смитт     | Хинемоа |
| Ким Михалис       | Имоджен |
| Роза Макивер      | Люси    |
| Линнет Фордей     | Эмпатия |

## Награды
Международный кинофестиваль в Порто 2003
- Приз зрительских симпатий — Гарри Синклер

Хихонский Международный Кинофестиваль 2002
- Номинация — Best Feature (Grand Prix Asturias) — Гарри Синклер

New Zealand Film and TV Awards 2003
- Номинация — Лучшая актриса — Кейт Эллиот
- Номинация — Лучший саундтрек — Тим Прибблэ
- Номинация — Лучший монтаж — Марго Франсис
- Номинация — Лучшая оригинальная музыка — Виктория Келли, Джуст Лангевельд